# Наикта Бејнс
Наикта Бејнс (енгл. Naiktha Bains; Лидс, Уједињено Краљевство, 17. децембар 1997) је аустралијска тенисерка.
У мају 2014, Бен је достигла свој најбољи рејтинг у синглова, заузевши 703. место на свету. Најбољи пласман у паровима, који је заузела 17. марта 2014, је 1083. место на свету.
Наикта Бејнс се преселила са својим оцем Индијцем из Велике Британије у Бризбејн када је имала осам година и тренутно има двојно британско и аустралијанско држављанство.

## Биографија
Наикта је почела да тренира тенис са шест година. Дебитовала је 2011. године у Марибору. У јануару 2012, наступала је на Аустралиан Опену, где дебитује на Јуниорском Гренд слему. Тада је изгубила у првом колу са Ирином Кромачовом, са резултатом 3:6, 2:6. У августу 2013. године, играјући у пару са Пејџ Мери Хауриган, тријумфовала је на првенству девојака Океаније. Исте године је тријумфовала у дубл конкуренцији на престижним јуниорским такмичењима Eddie Herr International и Orange Bowl.
У јануару 2014. први пут се појавила на ВТА турниру - током такмичења у Хобарту стигла је у треће коло квалификација, где је изгубила од Гарбин Мугурузе 1:6, 0:6. Недељу дана касније, захваљујући Wild card, она је играла у квалификацијама Аустралиан Опена.